# Pierre Van Thielt
Pierre Van Thielt foi um arqueiro belga. Ele competiu nos Jogos Olímpicos de Verão de 1920, onde ganhou três medalhas, duas de ouro e uma de prata.